# Приключенията на Тинтин: Тайната на еднорога
„Приключенията на Тинтин: Тайната на еднорога“ (на английски: The Adventures of Tintin) е американско-новозеландски компютърно-анимационен екшън приключенски филм от 2011 година, базиран на няколко комикса от поредицата „Приключенията на Тентен“ на Ерже. Филмът е продуциран и режисиран Стивън Спилбърг, копродуциран е от Питър Джаксън и Катлийн Кенеди, по сценарий на Стивън Мофат, Едгар Райт и Джо Корниш, във филма участват Джейми Бел, Анди Съркис, Даниел Крейг, Ник Фрост и Саймън Пег, които играят своите герои чрез озвучаване и улавяне на движение.
Вдъхновен е от трите глави на поредица „Тинтин“ – „Ракът със златните щипки“ (1941), „Тайната на еднорога“ (1943) и „Съкровището на червения Ракъм“ (1944) – сюжета проследява младият репортер Тинтин, въвлечен в търсенето на изчезнало през XVII век съкровище, което го отвежда в Северна Африка.
Спилбърг и Ерже бяха почитатели на работата един на друг, режисьорът закупува филмовите права на „Приключенията на Тинтин“ след смъртта на писателя през 1983 година и ги избра отново през 2002 г. Заснемането е насрочено да започне през октомври 2008 г. за изданието през 2010 г., но изданието е отменено до 2011 г., след като Universal Pictures отказва да продуцира филма с Paramount Pictures, който осигурява $30 милиона в пре-продукция; Sony Pictures сменя Universal като съфинансист. Световната премиера се проведе на 22 октомври 2011 г. в Брюксел.
Филмът е пуснат във Великобритания и други Европейски държави на 26 октомври 2011 г. и във САЩ на 21 декември във формати Digital 3D и IMAX 3D. Това е първият анимационен филм с улавяне с движение (както и първият анимационен филм, който не е на Пиксар) печели „Златен глобус“ за най-добър анимационен филм. Композиторът Джон Уилямс е номиниран за „Оскар“ за оригинална музика, номиниран за шест награди „Сатурн“, включително най-добър анимационен филм, най-добър режисьор за Спилбърг и най-добра музика за Уилямс, и получава наградата БАФТА за анимационен филм и специални ефекти.

## Озвучаващ състав
| Роля                                     | Изпълнител            |
| ---------------------------------------- | --------------------- |
| Тинтин                                   | Джейми Бел            |
| Капитан Арчибалд Хадок Сър Франсис Хадок | Анди Съркис           |
| Иван Иванович Сахарин Червения Ракъм     | Даниъл Крейг          |
| Томсън                                   | Ник Фрост             |
| Томпсън                                  | Саймън Пег            |
| Аристидис Силк                           | Тоби Джоунс           |
| Алън                                     | Даниел Мейс           |
| Том                                      | Макензи Крук          |
| Омар бен Салаад                          | Гад Елмалех           |
| Нестор                                   | Ен Рийтъл             |
| Лейтенант Делкорт                        | Тони Кърън            |
| Барнаби Доус                             | Джо Стар              |
| Бианка Кастафиоре                        | Ким Стенджел          |
| Госпожа Финч                             | Сондже Фортаг         |
| Пилоти                                   | Кари Елуис Филип Райс |

## Продукция

### Заснемане
Снимките започват на 26 януари 2009 г., датата на пускане е преместена от 2010 г. на 2011 г. Спилбърг завършва филма – след 32 дни от заснемане през март 2009 г.

### Музика
Джон Уилямс композира музиката за филма. Това е първият път, в който Уилямс композира филмова музика след „Индиана Джоунс и кралството на кристалния череп“ през 2011 година, както и неговата първа музика за анимационен филм. Музиката е пусната от 21 октомври 2011 г. от Sony Classical Records.

## В България
В България филмът е пуснат по кината от Александра Филмс на 4 ноември 2011 г.
През 2012 г. е издаден на DVD от Съни Филм Ентъртеймънт.
Синхронен дублаж
| Роля                                 | Изпълнител                                                                                                  |
| ------------------------------------ | --- |
| Тинтин                               | Кирил Бояджиев                                                                                              |
| Капитан Хадок Сър Франсис Хадок      | Сава Пиперов                                                                                                |
| Иван Иванович Сахарин Червения Ракъм | Веселин Калановски                                                                                          |
| Томсън                               | Александър Воронов                                                                                          |
| Томпсън                              | Стоян Цветков                                                                                               |
| Аристидис Силк                       | Георги Стоянов                                                                                              |
| Пилот                                | Иван Велчев                                                                                                 |
| Помощник-пилот                       | Петър Бонев                                                                                                 |
| Други гласове                        | Елена Бойчева Николай Пърлев Анатолий Божинов Анастасия Събева Диана Ханджиева Живко Симеонов Филип Аврамов |

| Обработка              | Александра Аудио (2012) |
| ---------------------- | ----------------------- |
| Изпълнителен продуцент | Васил Новаков           |
| Преводач               | Снежана Славкова        |
| Тонрежисьор            | Петър Костов            |
| Режисьор на дублажа    | Петър Върбанов          |